# Asratum
Asratum istennő (akkád aš-ra-tu(m)) ősi akkád termékenységistennő. Akkád változatai: ešertu, iširtu, išertum és ašru, ebből Föníciában ’šrt lett. Kultusza az óbabiloni kortól ismert az É Dašratum nevű, máig ismeretlen helyen lévő templom, valamint Hammurapi idejéből egy személynév, Asratum-Ummi alapján. Istárral részben összeolvadva a nyugati szemiták (amoriták) révén elterjedt az egész levantei térségben. Neve még az i. e. 1. évezred első felében is helyenként (főleg a kánaánitáknál) megmaradt Asratum alakban, máshol átalakult Astarte, Astarot, Atirat, Asera vagy Aszerdusz (Aszertu) alakokra. Szíriában Asirtum lett belőle.

## Külső hivatkozások
- Asratum